# St. Lazarus (Bissingen)

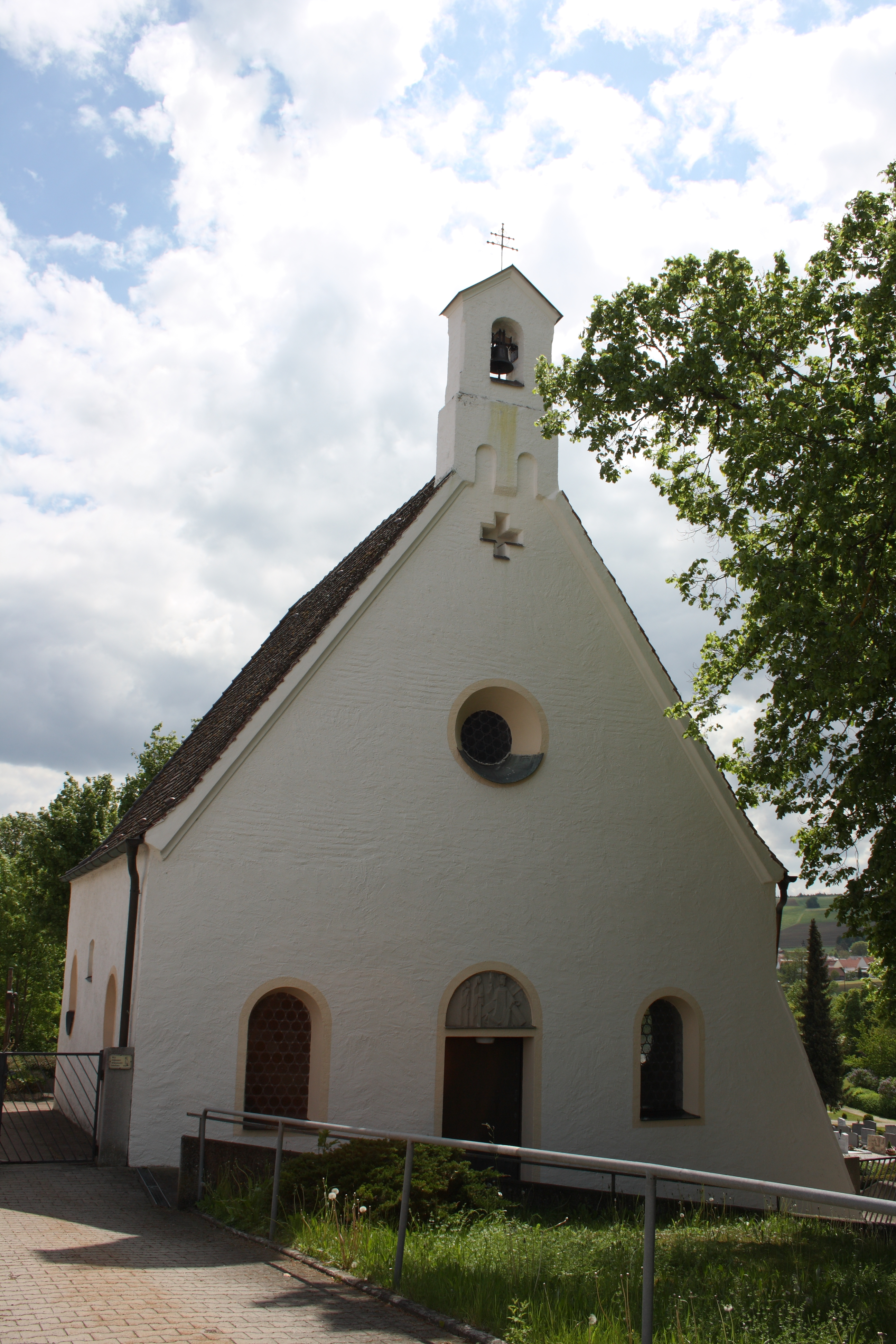
Kirche St. Lazarus in Bissingen

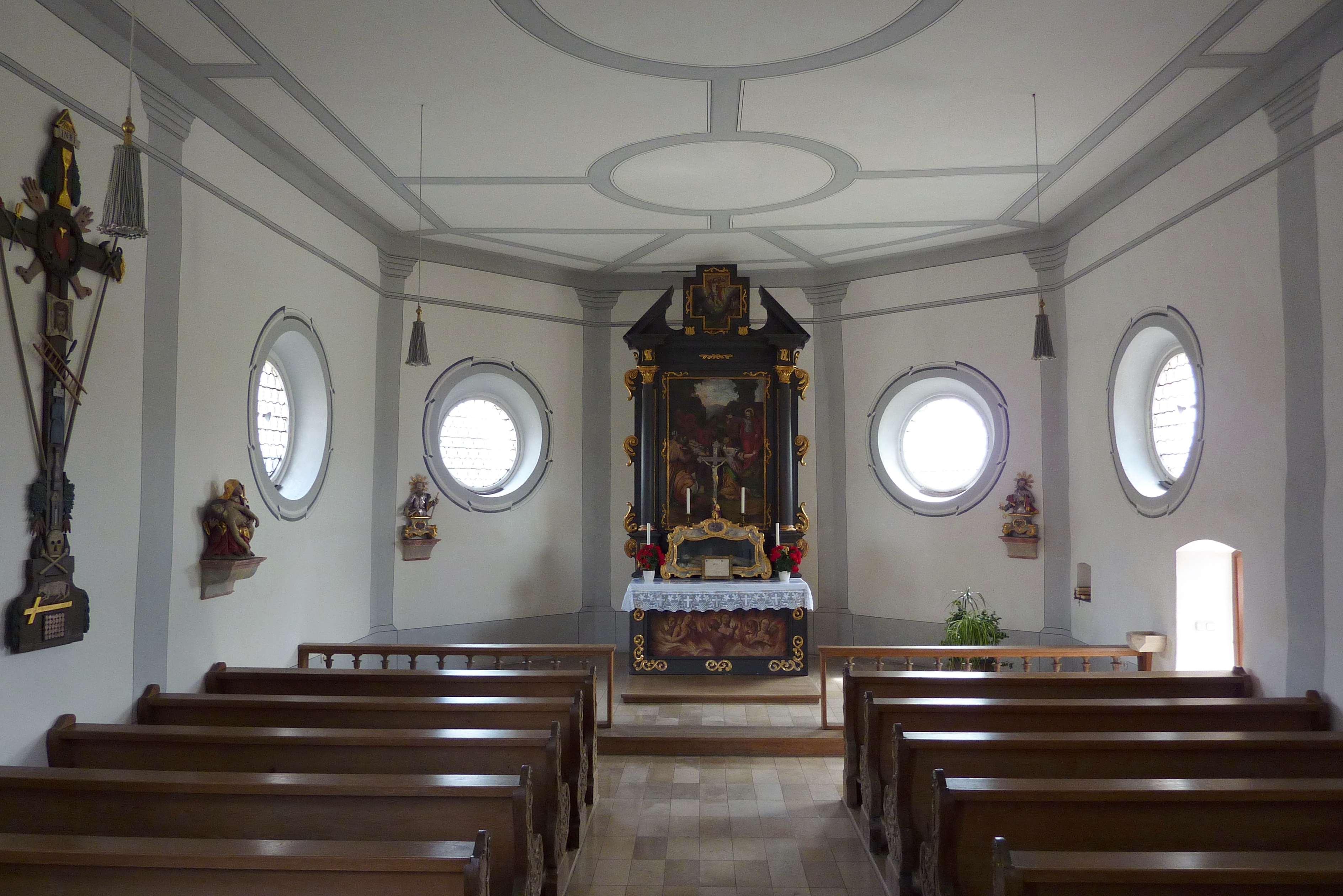
Innenansicht

Die katholische Friedhofskapelle St. Lazarus in Bissingen, einer Gemeinde im bayerischen Landkreis Dillingen an der Donau, wurde in der ersten Hälfte des 17. Jahrhunderts errichtet. Die Kapelle an der Marktstraße 40, am östlichen Ausgang des Ortes im ummauerten Friedhof, ist ein geschütztes Baudenkmal.

## Beschreibung
Die dem heiligen Lazarus geweihte Kapelle wurde in der ersten Hälfte des 17. Jahrhunderts errichtet und die Fenster wurden im 18. Jahrhundert verändert. Der einschiffige Bau aus Bruch- und Ziegelsteinmauerwerk mit einem dreiseitigen Schluss besitzt eine Flachdecke. Im Westen befindet sich der rechteckige Eingang über dem in einem Halbkreisfeld ein modernes Tympanon den kreuztragenden Jesus Christus darstellt. Auf dem westlichen Giebel sitzt ein offener Dachreiter von 1860. Er besitzt einen Rundbogenfries und wird von einem Satteldach bedeckt.

## Ausstattung
Der Altar stammt aus der ersten Hälfte des 17. Jahrhunderts und wurde später überarbeitet. Die hölzernen Heiligenfiguren stammen aus dem 18. Jahrhundert.